# Museo costantiniano della Steccata
Il museo dell'Ordine costantiniano di San Giorgio, più noto come Museo costantiniano della Steccata, ha sede in via Dante Alighieri 8/a a Parma, all'interno della basilica di Santa Maria della Steccata.
Il museo fa parte dell'Associazione dei Castelli del Ducato di Parma, Piacenza e Pontremoli.

## Storia

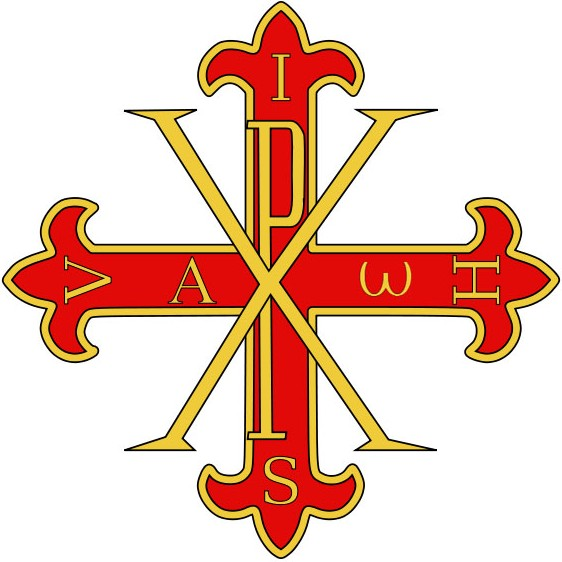
Le insegne dell'Ordine Costantiniano di San Giorgio

L'Ordine costantiniano di San Giorgio, la cui prima testimonianza ufficiale risale al 1551, vanta una genesi antichissima: la Milizia dell'Imperatore Costantino I, fondata nel 312. Acquisito nel 1698 dal duca di Parma Francesco Farnese, il prestigioso ordine dinastico nel 1718 trovò sede nella basilica di Santa Maria della Steccata. Trasferito a Napoli dal duca Carlo di Borbone, fu rifondato a Parma nel 1816 dalla duchessa Maria Luisa d'Asburgo-Lorena.
In seguito all'Unità d'Italia, il grande patrimonio dell'Ordine Costantiniano, frutto di numerosi lasciti e offerte, fu accorpato dai Savoia a quello dell'Ordine dei Santi Maurizio e Lazzaro, suscitando notevoli proteste a Parma, che si protrassero fino agli inizi del XX secolo. Solo nel 1913 fu nuovamente riconosciuta la proprietà dei beni dell'antico ordine parmigiano, che nel 1922 fu nuovamente dichiarato ente giuridicamente autonomo con sede nella città emiliana.
Nel 2006 l'Ordine costantiniano di San Giorgio, riconosciuto come ente pubblico dalla Repubblica Italiana fin dal 1946, decise di creare un percorso espositivo dei suoi beni più preziosi all'interno della basilica della Steccata, a tutt'oggi di sua proprietà.

## Percorso espositivo
Il museo si snoda fra gli ambienti della basilica rinascimentale, con ingresso sul suo lato sinistro, su via Dante.

### Cappella Sepolcrale
Il primo ambiente, raggiungibile scendendo due rampe di scale, costituisce la cripta-sepolcreto che raccoglie le spoglie di quasi tutti i duchi della famiglia Farnese oltre che di alcuni duchi della stirpe Borbone-Parma.
Il semplice locale fu realizzato per volere della duchessa Maria Luigia, che nel 1823 ne affidò il progetto all'architetto e incisore Paolo Toschi; al termine dei lavori vi furono traslati i resti mortali di Filippo di Borbone, dei duchi Farnese e delle loro consorti, fino ad allora conservati nella chiesa di Santa Maria del Tempio, ad esclusione di Pier Luigi Farnese, inumato sull'isola Bisentina, e di suo figlio Ottavio, tumulato nella sagrestia della basilica all'interno di un sepolcro marmoreo realizzato da Antonio Brianti nel XVIII secolo.
L'ambiente, suddiviso in due navate da alcune colonne, è caratterizzato dalla presenza di un semplice altare, di numerose lapidi marmoree e della tomba monumentale in pietra del duca Alessandro Farnese e di sua moglie Maria d'Aviz; inoltre una nicchia custodisce una piccola urna contenente il cuore di Carlo III di Borbone, tumulato nella cappella della Villa Borbone di Viareggio.
La stanza ospita infine le antiche armi del duca Alessandro, un prezioso crocifisso regalato dal papa Pio VII alla duchessa Maria Teresa di Savoia e gli apparati funebri neoclassici del duca Ferdinando di Borbone.

### Galleria degli Stemmi
Il lungo corridoio, raggiungibile dopo aver risalito nuovamente due rampe di scale, è decorato con una serie di stemmi appartenuti ai cavalieri dell'Ordine Costantiniano nominati dalla duchessa Maria Luigia, che si fregiò del titolo di Gran Maestro dell'Ordine dal 1816 al 1847.
L'ambiente ospita inoltre due grandi statue lignee dorate di San Domenico e Santa Rosa, create dall'intagliatore Lorenzo Aili nel XVII secolo.

### Sagrestia Nobile
Il grande ambiente fu innalzato fra il 1665 e il 1670, in aggiunta alla modesta sagrestia allora esistente, che era stata edificata sul luogo dell'originaria sagrestia a pianta circolare, progettata nel XVI secolo dall'architetto Gian Francesco d'Agrate.
La sala rettangolare è interamente rivestita da notevoli armadiature lignee barocche, riccamente intagliate da Giovan Battista Mascheroni, coadiuvato da Carlo Rottini e Rinaldo Torri; a coronamento delle strutture corre un'elaborata cornice scolpita, intervallata dalle statue dei Quattro Evangelisti, realizzate nel 1670 da Francesco Nicolini. La struttura culmina nell'altare intagliato e dorato, su cui si innalza, all'interno di una grande cornice fiancheggiata da colonne tortili a sostegno di un grande timpano circolare, una grande pala raffigurante la Sacra Famiglia, dipinta nel 1607 dal pittore fiammingo Giovanni Sons.
Nell'ambiente sono conservati gli arredi sacri donati nei secoli all'Ordine Costantiniano; i pezzi più pregevoli sono:
- alcune pianete, risalenti al XVI ed al XVII secolo;[12]
- un paliotto argenteo con fondo ligneo dorato, realizzato nel 1717 da Michele Cruer;[12]
- un reliquiario in argento dorato e sbalzato, modellato nel 1713 da Giuseppe Doria;[13]
- un calice con ampolle in argento riccamente intagliato, del XVIII secolo.[14]

### Quadreria

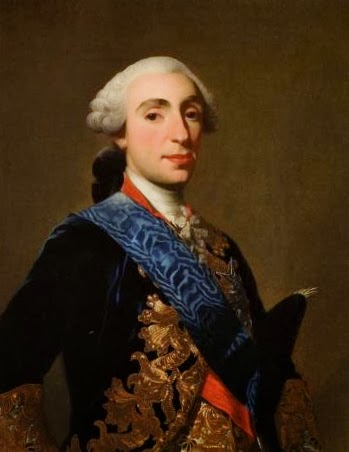
Alexander Roslin, Don Filippo di Borbone, 1751

L'ambiente è decorato con numerosi quadri e disegni appartenenti all'Ordine, realizzati fra il XVI e il XIX secolo da vari autori, tra i quali i Galli da Bibbiena, Girolamo Mazzola Bedoli, Vincenzo Camuccini, Alexander Roslin, Michele Desubleo e numerosi altri.

### Sala Borbonica
L'ultimo ambiente conserva il patrimonio araldico dell'Ordine Costantiniano di San Giorgio, composto dagli originali bozzetti per le uniformi e dagli antichi stemmari decorati.
Sono inoltre esposti numerosi oggetti di importante valore storico, appartenuti alle famiglie Farnese e Borbone, tra cui:
- la camicia indossata dal re di Francia Luigi XVI sul patibolo;[10]
- il mantello nuziale di Maria Luisa di Borbone;[15]
- varie decorazioni onorifiche dei Borbone;[10]
- antichi documenti e disegni.[10]